# Лямент, Болеслава Мария
Болеслава Мария Лямент (пол. Bolesława Maria Lament; 3 июля 1862, Лович, Польша — 29 января 1946, Белосток, Польша) — блаженная Римско-католической церкви, монахиня, основательница монашеской конгрегации «Сёстры-миссионерки Святого Семейства».

## Биография
Болеслава Лямент родилась в многодетной семье ремесленника Мартина Лямента и Луции Цыгановской. Училась в российской прогимназии в Ловиче, которую окончила с золотой медалью. После получения начального образования обучалась портняжной профессии в Варшаве, где получила диплом, дающий право на открытие самостоятельного предприятия. Вернувшись в Лович, основала вместе с сестрой Станиславой портняжное предприятие, в котором проработала два года.
В 1884 году, закрыв предприятие, вступила вместе с сестрой Станиславой в подпольную женскую конгрегацию «Семья Марии» в Варшаве, где приняла временные монашеские обеты.
В 1892 году возглавила ночлежный дом для бездомных. В 1903 году направилась в Могилёв, где преподавала курсы портняжного дела для деревенских детей. В Могилёве под руководством священника Феликса Вертинского основала вместе с Леокадией Горчинской и Луцией Чеховской новую женскую конгрегацию. После закрытия курсов портняжного дела в 1907 году переехала в Санкт-Петербург, где работала руководителем детского дома при церкви святого Казимира. В 1908 году основала гимназию с интернатом, женскую прогимназию.
В 1917 году переехала в Житомир, в 1919 — в Луцк. В 1926 году открыла главный дом конгрегации «Сёстры миссионерки Святого Семейства» в Ратове. Впоследствии новые дома конгрегации были открыты Болеславой Лямент в Варшаве, Пинске, Белостоке, Таллине.
В 1935 году из-за плохого здоровья отказалась от обязанностей главной настоятельницы конгрегации и умерла 29 января 1946 года в Белостоке.

## Деятельность
Особое значение в своей деятельности Болеслава Лямент придавала экуменическим инициативам с представителями Русской православной церкви.

## Беатификация
Болеслава Лямент была провозглашена блаженной римским папой Иоанном Павлом II 5 июня 1991 года в Белостоке.